# Noemí, desquiciada
Noemí, desquiciada es el decimoprimer capítulo de la cuarta temporada de la serie de televisión argentina Mujeres asesinas. Este episodio se estrenó el día 18 de marzo de 2008.
Este episodio cuenta con María Onetto, en el papel de asesina.

## Desarrollo

### Trama
Manuel (Gerardo Romano) está unido sentimentalmente a tres mujeres: a Noemí (María Onetto), su actual mujer; a Marcela, su exmujer y madre de 2 hijos; y a Estela (Patricia Viggiano), su amante desde la adolescencia. Las tres lo aman profundamente, sin embargo, también tienen algún motivo para odiarlo: Marcela, porque él la abandonó y se fue a vivir con Noemí; Estela, porque se sintió traicionada cuando Manuel, al separarse, elige a otra mujer en lugar de armar finalmente su vida con ella; y Noemí, presa de los celos, porque vive atormentada con la idea de que la engaña con estas dos mujeres. Manuel, por su parte, al darse cuenta del delirio y la desconfianza de su concubina, va a hablar con Estela para terminar la relación, lo que provoca en su amante un gran desconsuelo. Y Marcela, todavía dolida por el abandono de su exmarido, sigue luchando por recuperarlo. Finalmente Noemí dominada por los celos, asesina a Manuel con un cuchillo, lo corta por partes, y luego les manda a las amantes, un "regalito en cajas", que eran los miembros de Manuel que Noemí descuartizó.

### Condena
La policía allano la casa de Noemí y encontró el torso y la cabeza de Manuel. Noemí fue condenada a 12 años de prisión. Salió en libertad en 2009.

## Elenco
- María Onetto
- Gerardo Romano
- Patricia Viggiano
- Diana García
- Alfredo Castellani